# Abiku
Abiku è una parola in Yoruba che significa "predestinato alla morte" (Abi "ciò che possiede" e Iku "morte"). 
Si riferisce agli spiriti dei bambini che muoiono prima di raggiungere la pubertà e allo spirito stesso che ne ha procurato la morte.
Il romanzo di Ben Okri, La via della fame (The Famished Road) si basa sulla storia di un abiku.